# Marele icosihemidodecaedru
În geometrie marele icosihemidodecaedru este un poliedru stelat uniform, cu indicele U71. Are 26 de fețe (20 triunghiuri și 6  decagrame), 60 de laturi și 30 de vârfuri.
Este un hemipoliedru cu 6 fețe decagramice care trec prin centrul poliedrului. Figura vârfului este un antiparalelogram.
Colorarea fețelor sale se poate face în două feluri, în funcție de ce se consideră interior, respectiv exterior al fețelor.
| Colorare tradițională | Colorare modulo-2 |

## Mărimi asociate

### Coordonate carteziene
Având în comun vârfurile cu marele icosidodecaedru, coordonatele carteziene ale vârfurilor marelui dodecahemidodecaedru cu lungimea laturii 2, centrat în origine, sunt toate permutările ale:
{\displaystyle \left(\,0,\,0,\,\pm 2(\varphi -1)\,\right)}
împreună cu toate permutările pare ale:
{\displaystyle \left(\,\pm (2-\varphi ),\,\pm (\varphi -1),\,\pm 1\,\right)}
unde {\displaystyle \varphi ={\frac {1+{\sqrt {5}}}{2}}} este secțiunea de aur.

### Raza circumscrisă
Raza circumscrisă în funcție de lungimea laturilor a este.
{\displaystyle R=\varphi ^{-1}\,a=(\varphi -1)\,a.}

## Poliedre înrudite
Anvelopa sa convexă  este icosidodecaedrul. Are în comun aranjamentul laturilor cu marele icosidodecaedru (având în comun fețele triunghiulare) și cu marele dodecahemidodecaedru (având în comun fețele decagramice).

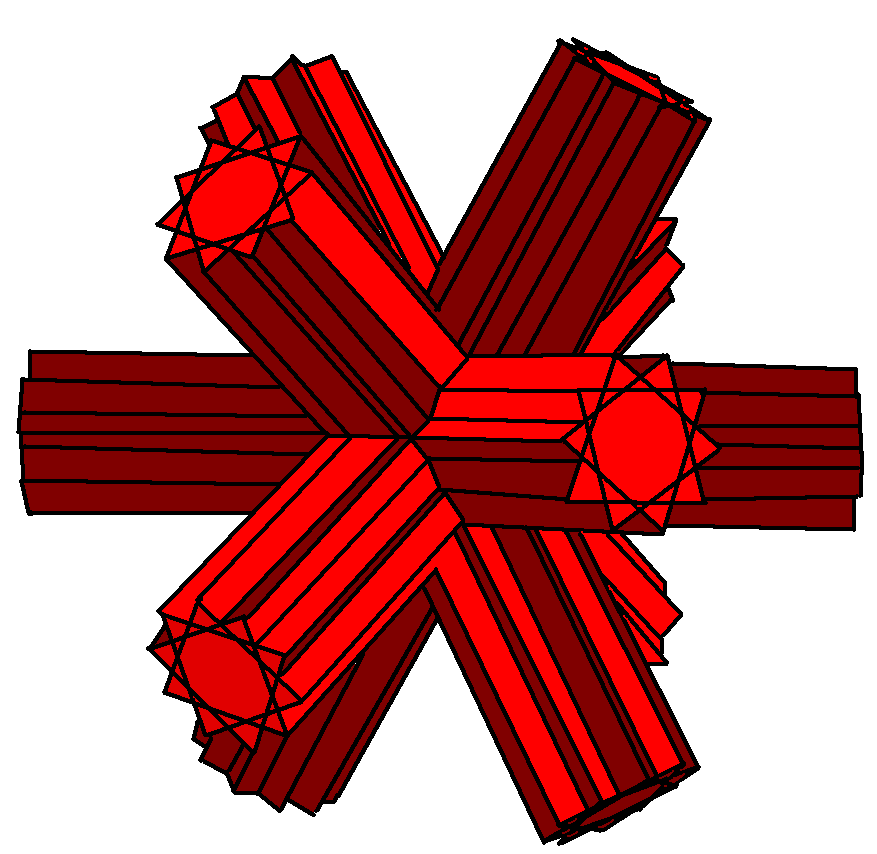
Dual: marele icosihemidodecacron

| Marele icosidodecaedru             | Marele dodecahemidodecaedru | Marele icosihemidodecaedru |
| Icosidodecaedru (anvelopa convexă) |                             |                            |

### Poliedru dual
Dualul său este marele icosihemidodecacron.